# Hăulișca
Hăulișca – wieś w Rumunii, w okręgu Vrancea, w gminie Păulești. W 2011 roku liczyła 662
mieszkańców